# Rufipenne morio
Onychognathus morio
Pour les articles homonymes, voir Morio (homonymie).
Espèce
Statut de conservation UICN

 LC  : Préoccupation mineure
Le Rufipenne morio (Onychognathus morio) est une espèce de passereau de la famille des Sturnidae.

## Répartition
L'espèce est originaire de l'est de l'Afrique depuis l'Éthiopie jusqu'au Cap en Afrique du Sud.
L'espèce a été décrite pour la première fois par Carl von Linné en 1766.

## Description

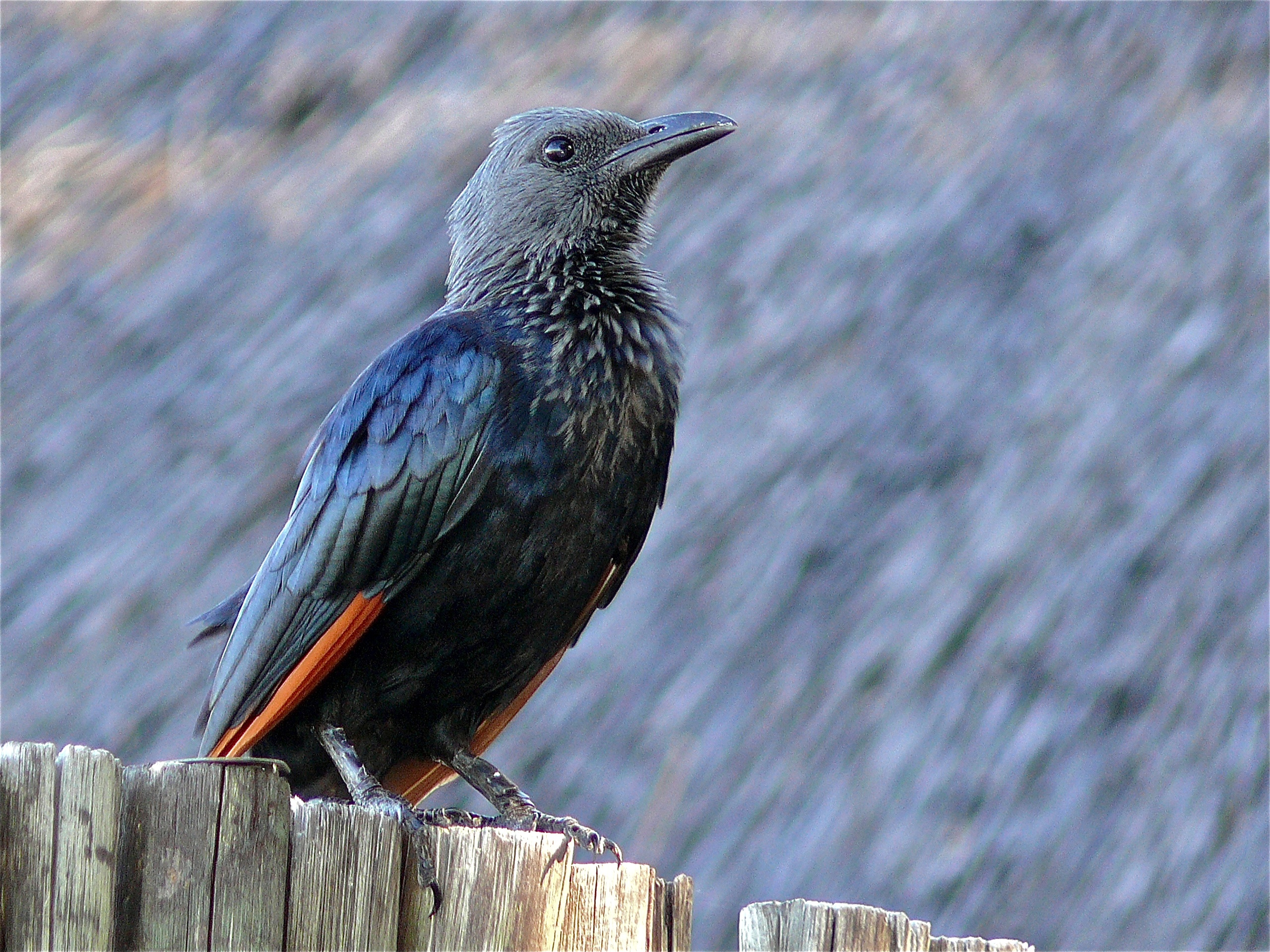
Rufipenne morio (Parc national Kruger, Afrique du Sud

Le mâle fait de 27 à 30 cm de long, avec un plumage noir brillant, et le dessous des ailes rouge sombre ce qui se voit surtout quand l'oiseau est en vol. La femelle a la tête couleur gris cendré. Les jeunes ressemblent aux mâles, mais leur plumage est moins brillant et leurs yeux sont plus clairs.

## Habitat
On peut rencontrer cet oiseau dans les forêts, les savanes, les lieux humides, mais aussi dans les centres urbains où il vit de plus en plus souvent. Il niche alors sous les toits, et dans les ouvertures des maisons.

## Nourriture

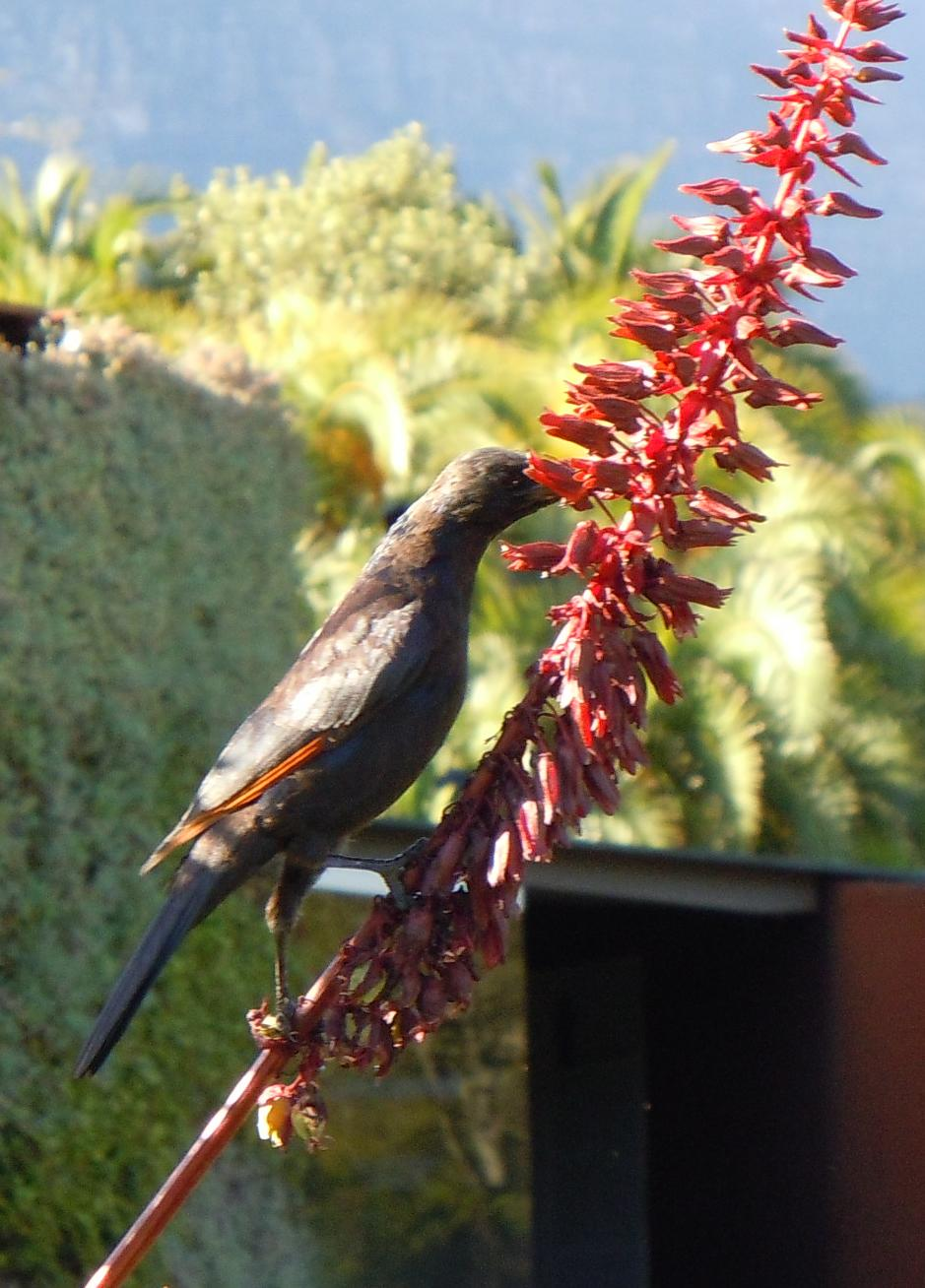
Rufipenne sur une fleur de Melianthus

C'est un oiseau omnivore, se nourrissant aussi bien de graines que de petits fruits, ou du nectar de plantes comme l'Aloès voire de petits invertébrés ou insectes.

## Reproduction
Le Rufipenne morio est agressif quand il défend son nid. Il peut aller jusqu'à attaquer d'autres espèces, aussi bien que des animaux domestiques. En dehors de la période de nidification, c'est une espèce grégaire qui se déplace en bandes.
Il niche sur des falaises ou des rochers, et construit un nid fait d'herbe et de boue. La femelle pond habituellement de 2 à 4 œufs de couleur bleue tachetés de brun. L'incubation dure 13-14 jours, et les oisillons sont nourris pendant 22 à 28 jours. Le mâle et la femelle nourrissent les petits.

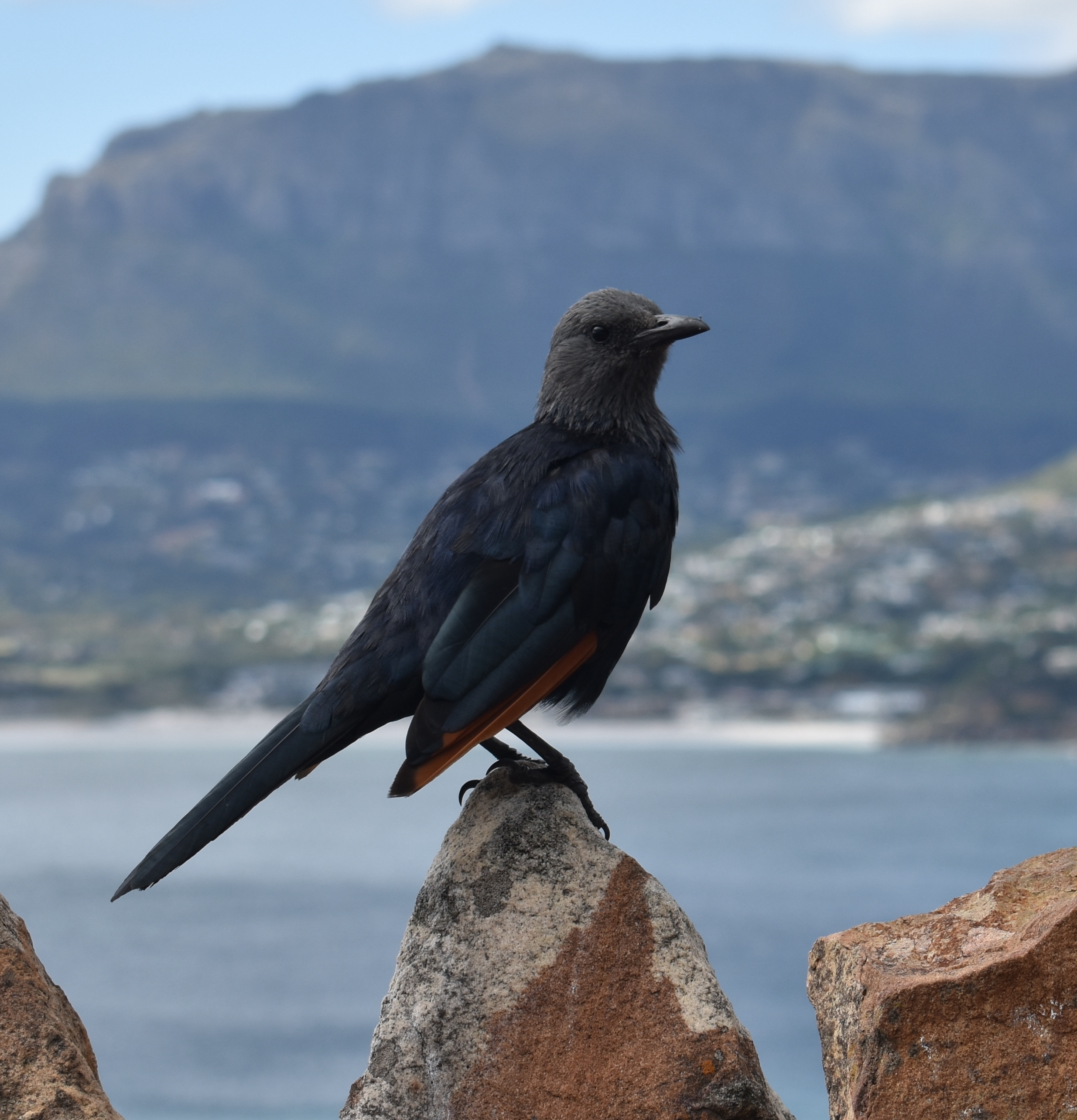
Rufipenne morio (Chapman's Peak Drive, Afrique du Sud)